# Pseudotyphistes ludibundus
Pseudotyphistes ludibundus är en spindelart som först beskrevs av Eugen von Keyserling 1886.  Pseudotyphistes ludibundus ingår i släktet Pseudotyphistes och familjen täckvävarspindlar.
Artens utbredningsområde är Peru. Inga underarter finns listade i Catalogue of Life.